# Kakaniuk
Kakaniuk is een bestuurslaag in het regentschap Belu van de provincie Oost-Nusa Tenggara, Indonesië. Kakaniuk telt 1467 inwoners (volkstelling 2010).